# Bushongo-Mythologie
Die Bushongo oder Songora sind eine ethnische Gruppe am Kongo und den umliegenden Gebieten. Der Schöpfergott (oder Chembe) in der Bushongo-Mythologie heißt Mbombo oder Bumba. Er wird als  allein in der Dunkelheit einer Welt, die nur aus Wasser besteht, beschrieben. Bumba wird als ein  Mann von riesiger  Gestalt und weißer Hautfarbe  beschrieben. Die Schöpfung  soll stattgefunden haben, als er die Sonne, den Mond, die Erde, die Pflanzen und die Tiere und dann die Menschen ausspuckte. Bomazi gilt als Ahnherr-Gott der Bushongo.